# Lars Toborg
Lars Toborg (* 19. August 1975 in Bremerhaven) ist ein ehemaliger deutscher Fußballspieler.

## Karriere
Toborg wechselte als C-Jugendlicher in die Nachwuchsabteilung von Werder Bremen. Unter Trainer Thomas Schaaf wurde er 1994 nach einer 2:3-Finalniederlage gegen Borussia Dortmund deutscher A-Jugend Vizemeister. Über die Werder Amateure und den SC Vahr-Blockdiek kam der Nachwuchsstürmer 1995 zum FC Bremerhaven, wo er die folgenden drei Jahre spielte. 1998 wechselte er in die 2. Bundesliga zu Rot-Weiß Oberhausen. Mit dem Verein erreichte er im DFB-Pokal 1998/99 das Halbfinale, wo man im alten Schalker Parkstadion vor knapp 50.000 Zuschauern dem FC Bayern München unterlag. 2002 schloss er sich dem Oberligisten SV Wilhelmshaven an. Nach nur einer Saison wechselte der Angreifer zu den Sportfreunden Siegen. Dort blieb er zwei Jahre lang, wobei ihm mit der Mannschaft 2005 der Aufstieg in die Zweite Liga gelang. Toborg wechselte daraufhin zur SG Wattenscheid 09. Nachdem Wattenscheid aus der Regionalliga abgestiegen war, wechselte er 2006 zu Rot Weiss Ahlen. Dort war er unter anderem maßgeblich an dem Aufstieg in die 2. Bundesliga 2008 beteiligt (23 Saisontore). Nachdem er im Jahre 2010 seinen Vertrag aufgelöst hatte, wechselte er mit Beginn der Saison 2010/11 zum Landesligisten TSV Weißtal im Siegerland, wo er Spielertrainer wurde und seine Laufbahn ausklingen ließ. Nach der Saison beendete er seine Karriere als aktiver Fußballer. Toborg erzielte von 2005/06 bis 2009/10 in vier Spielzeiten hintereinander insgesamt über 60 Tore und traf somit in jedem Jahr konstant im zweistelligen Bereich. Er bestritt insgesamt 137 Spiele in der 2. Bundesliga. 
Seit dem Ende seiner Fußballkarriere unterrichtet er am Städtischen Gymnasium Kreuztal in Nordrhein-Westfalen die Fächer Sport und Sozialwissenschaft.